# Taliacis
Els taliacis (Thaliacea) són una classe tunicats planctònics. Al contrari que els ascidiacis, amb els quals estan emparentats, i que viuen al fons marí, els taliacis floten lliurement durant tota la seva vida. Aquest grup inclou espècies solitàries i colonials.

## Característiques
Els taliacis tenen una característica forma de bóta i un cos transparent, sense cua en estat adult i, per tant, sense notocordi ni tub neural. Tenen dues obertures, una anterior i una altra posterior, a través de les què bomben aigua i n'extreuen l'aliment per filtració. La gran faringe presenta amb un nombre variable de perforacions o estigmes.
Hi ha tres grups de taliacis: els pirosomàtids són animals colonials. Els doliòlids i els sàlpids alternen estadis colonials i solitaris. Les colònies de sàlpids poden fer metres de llargada.

## Història natural
Els taliacis tenen cicles de vida complexos. Dels ous dels doliòlids surten les larves nedadores amb aspecte de capgròs, que són l'etapa larvària comuna d'altres tunicats. Els pirosomes són ovovivípars, els ous es desenvolupen a l'interior de la mare sense l'etapa de capgròs. Les salpes són vivípares, els embrions estan units a la mare per una mena de placenta. Després es converteix en un ooide, que es reprodueix de manera asexual per gemmació produint una sèrie de blastozoides, que formen llargues cadenes. Els blastozoides individuals es reprodueixen sexualment produint ous i la propera generació d’oozoides.

### Cicle del carboni
Els cos dels taliacis conté un 30% de carboni. L'enfonsament dels cossos i els excrements de les salpes pot treure de circulació carboni dipositant-lo al fons de la mar. Les salpes són prou abundants com per tenir un efecte en el cicle del carboni oceànic, el que pot tenir un paper en el canvi climàtic.

## Taxonomia
La classe Thaliacea inclou tres ordres i un total de 77 espècies:
- Ordre Doliolida
  - Subordre Doliolidina
    - Família Doliolidae Bronn, 1862
    - Família Doliopsoididae Godeaux, 1996

  - Subordre Doliopsidina
    - Família Doliolunidae Robison, Raskoff & Sherlock, 2005
    - Família Doliopsidae Godeaux, 1996
    - Família Paradoliopsidae Godeaux, 1996
- Ordre Pyrosomatida
  - Família Pyrosomatidae Lahille, 1888
- Ordre Salpida
  - Família Salpidae Lahille, 1888